# Podzwierzyniec (Ukraina)
Podzwierzyniec (ukr. Підзвіринець, Pidzwiryneć) – wieś w rejonie lwowskim (do 2020 rokuw rejonie gródeckim) obwodu lwowskiego, założona w 1452. W II Rzeczypospolitej miejscowość była siedzibą gminy wiejskiej Podzwierzyniec w powiecie rudeckim województwa lwowskiego. Wieś liczy 572 mieszkańców.